# Голубков, Всеволод Филиппович
Всеволод Филиппович Голубков (1925—2002) — младший лейтенант Рабоче-крестьянской Красной Армии, участник Великой Отечественной войны, Герой Советского Союза (1945).

## Биография
Всеволод Голубков родился 26 января 1925 года в Киеве в семье служащего. Получил среднее образование, работал художником клуба железнодорожной станции «Балашов» в Саратовской области. В феврале 1943 года Голубков был призван на службу в Рабоче-крестьянскую Красную Армию. В том же году окончил Киевское училище самоходной артиллерии. С ноября 1943 года — на фронтах Великой Отечественной войны. К октябрю 1944 года младший лейтенант Всеволод Голубков командовал самоходной артиллерийской установкой 1438-го самоходно-артиллерийского полка 18-го танкового корпуса 53-й армии 2-го Украинского фронта. Отличился во время освобождения Венгрии.
8 октября 1944 года Голубков первым из своей батареи ворвался в город Сентеш и уничтожил 3 танка, 3 артиллерийских орудия, 9 автомашин, 5 повозок с военным грузом, а также большое количество солдат и офицеров противника. В бою получил тяжёлое ранение, но остался в строю и продолжил вести бой.
Указом Президиума Верховного Совета СССР от 24 марта 1945 года младший лейтенант Всеволод Голубков был удостоен высокого звания Героя Советского Союза с вручением ордена Ленина и медали «Золотая Звезда» за номером 7359.
Перенёс две сложные операции и после длительного лечения был уволен в запас. В 1951 году Голубков окончил Краснодарский институт пищевой промышленности. Проживал и работал в Запорожье, затем в Алуште. 
Скончался 29 января 2002 года.
Был также награждён орденом Отечественной войны 1-й степени, двумя орденами Отечественной войны 2-й степени, а также рядом медалей.